# Мая (митология)
Вижте пояснителната страница за други значения на Мая.
Мая (на гръцки: Μαία, старогръцко произношение: Мая, новогръцко: Меа), в древногръцката митология е най-голямата от Плеядите, седемте дъщери на Атлас и Плейона. Тя и сестрите и са родени в планината Килен в Аркадия и са наричани богини на планината. Мая е най-възрастната, най-красивата и най-срамежливата.
В пещера в Килен, Мая ражда от Зевс сина си Хермес. Историята е разказана в Омировия химн за Хермес. След като ражда детето, тя го завива с одеяла и го оставя да спи. Бързорастящото пеленаче изпълзява към Тесалия, където под мрака на своя първи ден, той открадва от Аполон добитък и намира лира. Мая отказва да повярва на Аполон, когато той нарича Хермес крадец и Зевс заема страната на Аполон. В крайна сметка Аполон заменя добитъка за лирата.
Мая е отгледала и Аркад (син на Зевс от нимфата Калипсо), за да го спаси от Хера, която превърнала неговата майка в мечка.
В древноримската митология това е името на богинята покровителка на земята. Принасяли ѝ жертви на 1 май и оттук дошло името на месец май в римския календар.